# Pieve di San Donato di Calenzano
La pieve di San Donato sorge su una collina che domina la Val di Marina lungo l'antica strada romana che collegava Firenze con Pistoia, nel comune di Calenzano.

## Storia e descrizione
Le prime notizie della chiesa si ritrovano tra il IX e il X secolo.
Forse eretta su un edificio preesistente con funzioni di tipo militare, ancora nel XIV secolo la chiesa offrì riparo agli abitanti del territorio circostante in fuga dalle incursioni ghibelline.
Nel 1450 la chiesa entrò a fare parte delle proprietà medicee e nel 1460 Carlo, figlio naturale di Cosimo il Vecchio, modificò la struttura dotandola di un elegante chiostro. Trasformata in residenza di villeggiatura, dal 1502 San
Donato viene utilizzata dai canonici della propositura di Prato: in questo periodo, tra i suoi pievani illustri si ricordano Giovanni de' Medici (divenuto Papa con il nome di Leone X nel 1516) e Alessandro Ottaviano de' Medici (Leone XI, 1605). 
Nel 1799 il titolo di pieve fu trasferito alla chiesa di San Niccolò situata all'interno del castello di Calenzano.

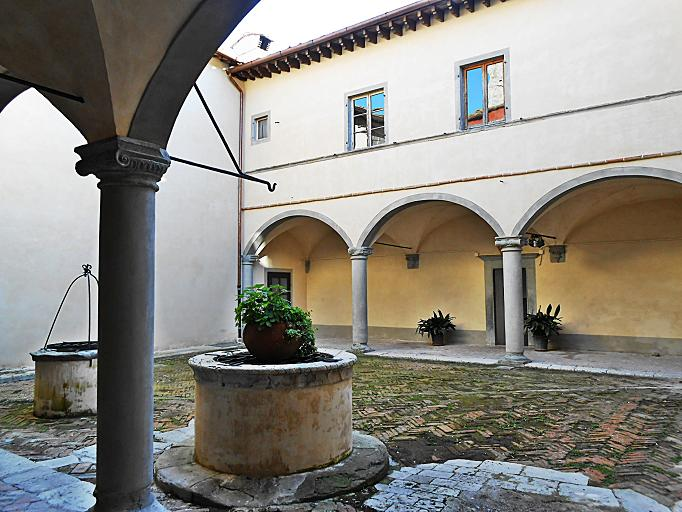
chiostro
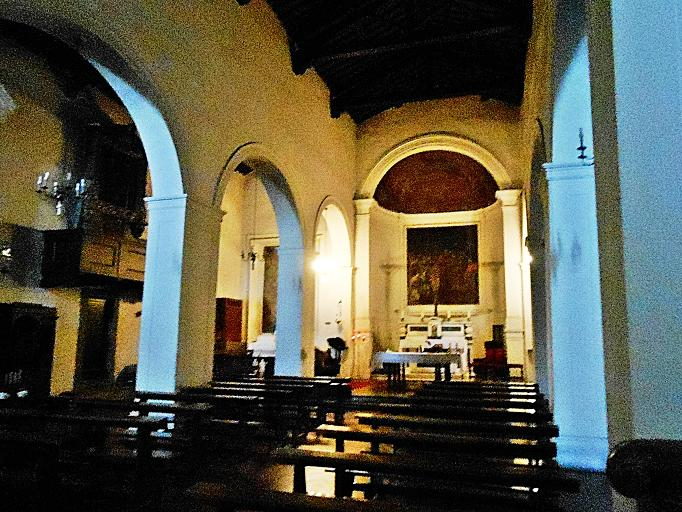
Navata
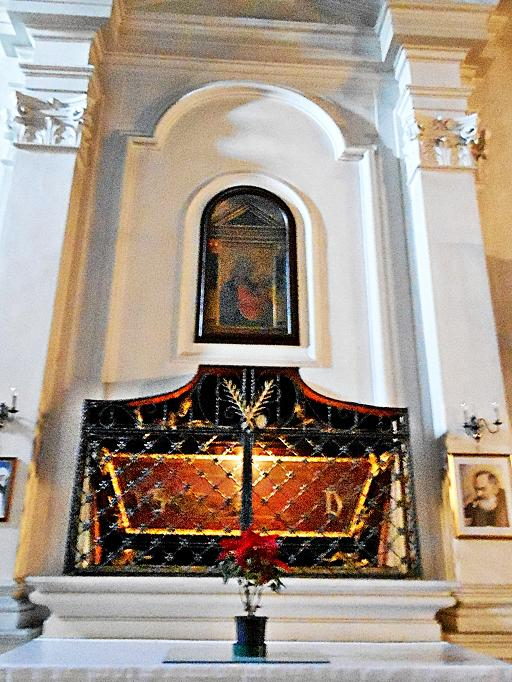
Reliquia di san Donato
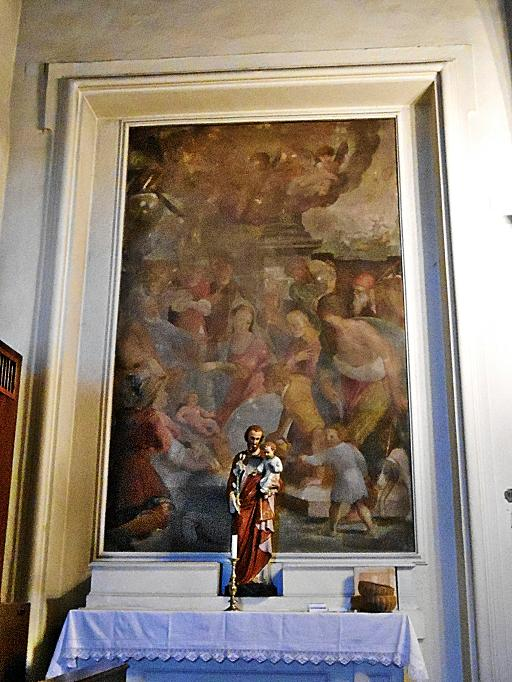
Pala laterale
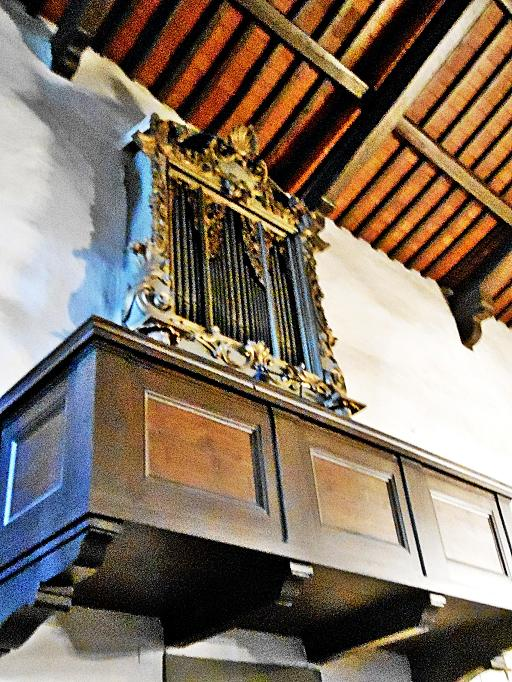
Organo
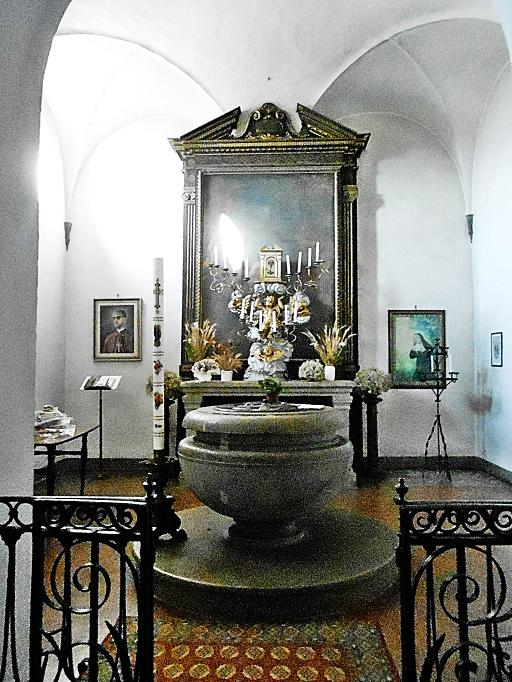
Battistero

## Antico piviere di San Donato a Calenzano
- chiesa di San Niccolò a Calenzano;
- chiesa di San Lorenzo a Pizzidimonte;
- chiesa dei Santi Michele e Ruffiano a Sommaja;
- chiesa di Santo Stefano a Sommaja;
- chiesa di Santa Maria a Travalle.